# František Švantner
František Švantner (Sebesér, 1912. január 29. – Prága, 1950. október 13.) szlovák regényíró. A naturalizmus kiemelkedő képviselője a szlovák irodalomban. 

## Élete
Szerény körülmények között nevelkedett, az apja, Leopold Švantner munkás volt, az édesanyja: Jozefína Stolárová. A tanulmányait a szülővárosában kezdte, majd Zólyombrézóban és a besztercebányai mesteriskolákban folytatta (1929–1933). Miután a tanulmányait befejezte, tanárként dolgozott több szlovák városban (Vámoson (1933–1940), Zólyombrézóban (1940–1945), Újbányán, Garamszentbenedeken), szlovák nyelvet, történelmet és földrajzot tanított. Később igazgató lett Hronovban. 1947 és 1950 között a Matica slovenská ösztöndíjas referense volt, helyi szervezetében is dolgozott, ahol az oktatás területén tevékenykedett. Tagja lett az Umelecká beseda slovenská művészeti egyesülés irodalmi osztályának, a Kreatív Film Csoport vezetője és oktatási ellenőr volt. Egy prágai kórházban agydaganatban halt meg.

## Munkássága
Két alkotói korszaka: a lírai—balladai és az epikus. Oktatási intézetben dolgozott, amikor az első novelláját közzétette a Svojeť folyóiratban. A műveiben elsősorban archaikus mítoszokból és népi balladákból merített. Émile Zola, Victor Hugo, Charles-Ferdinand Ramuz, Fjodor Mihajlovics Dosztojevszkij nagy hatással voltak rá, de Edgar Allan Poe életművét is tanulmányozta. Műveiben ünnepli a természetet és a természetes életet, naturalista és lírai eszközöket használ, az irracionalitás, a fantázia elemeit, az érzékenységet és az erotikát. De mindenekelőtt az élet és a halál közötti összefüggéseket vizsgálja. Ezenkívül ábrázolja karaktereinek és a történetek eseményeinek pszichológiai, társadalmi motivációit is.

## Művei
- Výpoveď (1933) Bizonyság
- Malka (novellák, 1942)
- Nevesta hôľ (regény, 1946) A havasok menyasszonya[1]
- Život bez konca (regény, 1956) Vég nélküli élet[2]
- Dielo 1-2 (1958–1962) Munkái 1–2.
- Dáma (regénygyűjtemény, 1966)

### Magyarul
- A havasok menyasszonya (Európa Könyvkiadó / Slovenské vydavateľstvo krásnej literatúry, Budapest /  Pozsony, 1965, fordította: Bábi Tibor)[3]
- Arccal a harmatban (Európa Könyvkiadó / Madách, Budapest / Pozsony, 1987, fordította: Bábi Tibor)[4] ISBN 9630737663
- Isten játéka  – Huszadik századi szlovák novellák[5] (Noran Libro, Budapest, 2016) ISBN 9786155513725

## Televíziós adaptációk
- Stretnutie (1966) Találkozó
- Dáma (1968)
- Sedliak (1968) A paraszt
- Malka (1969)
- Nevesta hôľ (film, 1971) A havasok menyasszonya
- Život bez konca (tévésorozat, 1983) Az  élet vég nélkül

## Fordítás
- Ez a szócikk részben vagy egészben  a   František Švantner című szlovák Wikipédia-szócikk ezen változatának fordításán alapul.  Az eredeti cikk szerkesztőit annak laptörténete sorolja fel. Ez a jelzés csupán a megfogalmazás eredetét és a szerzői jogokat jelzi, nem szolgál a cikkben szereplő információk forrásmegjelöléseként.